# Queen II Tour
Queen II Tour – trasa koncertowa brytyjskiej grupy rockowej Queen promująca album Queen II. Trwała od 1 marca 1974 do 11 maja 1974 i objęła Stany Zjednoczone i Wielką Brytanię.
Amerykańska odnoga trasy koncertowej miała obejmować więcej koncertów, lecz zostały one odwołane przez problemy zdrowotne gitarzysty zespołu, Briana Maya.

## Program koncertów
1. "Procession"
2. "Father to Son"
3. "Ogre Battle"
4. "White Queen"
5. "Doing All Right"
6. "Son and Daughter"
7. "Keep Yourself Alive"
8. "Liar"
9. "Jailhouse Rock"
10. "Shake Rattle And Roll"
11. "Stupid Cupid"
12. "Be Bop A Lula"
13. "Jailhouse Rock" (kontynuacja)
14. "Big Spender"
15. "Modern Times Rock 'n' Roll"

Pozostałe utwory (rzadziej grane):
1. "Great King Rat" (Wielka Brytania)
2. "Hangman" (Wielka Brytania)
3. "Seven Seas of Rhye"
4. "Bama Lama Bama Lou"
5. "See What a Fool I've Been"

## Daty koncertów
| Data                                      | Miasto        | Kraj              | Miejsce                        |
| ----------------------------------------- | ------------- | ----------------- | ------------------------------ |
| Pierwszy etap – Wielka Brytania           |               |                   |                                |
| 1 marca 1974                              | Blackpool     | Anglia            | Winter Gardens                 |
| 2 marca 1974                              | Aylesbury     | Anglia            | Friars                         |
| 3 marca 1974                              | Plymouth      | Anglia            | Guildhall                      |
| 4 marca 1974                              | Paignton      | Anglia            | Festival Hall                  |
| 8 marca 1974                              | Sunderland    | Anglia            | Locarno                        |
| 9 marca 1974                              | Cambridge     | Anglia            | Corn Exchange                  |
| 10 marca 1974                             | Croydon       | Anglia            | Greyhound                      |
| 12 marca 1974                             | Dagenham      | Anglia            | Roundhouse                     |
| 14 marca 1974                             | Cheltenham    | Anglia            | Town Hall                      |
| 15 marca 1974                             | Glasgow       | Szkocja           | Glasgow University             |
| 16 marca 1974                             | Stirling      | Szkocja           | Stirling University            |
| 19 marca 1974                             | Cleethorpes   | Anglia            | Winter Gardens                 |
| 20 marca 1974                             | Manchester    | Anglia            | Manchester University          |
| 22 marca 1974                             | Canvey Island | Anglia            | Civic Centre                   |
| 23 marca 1974                             | Cromer        | Anglia            | Links Pavillion                |
| 24 marca 1974                             | Colchester    | Anglia            | Woods Leisure Centre           |
| 26 marca 1974                             | Douglas       | Wyspa Man         | Palace Lido                    |
| 28 marca 1974                             | Aberystwyth   | Walia             | Aberystwyth University         |
| 29 marca 1974                             | Penzance      | Anglia            | The Gardens                    |
| 30 marca 1974                             | Taunton       | Anglia            | Century Ballroom               |
| 31 marca 1974                             | Londyn        | Anglia            | Rainbow Theatre                |
| 2 kwietnia 1974                           | Birmingham    | Anglia            | Barberellas                    |
| Drugi etap – Stany Zjednoczone            |               |                   |                                |
| 16 kwietnia 1974                          | Denver        | Stany Zjednoczone | Regis College                  |
| 17 kwietnia 1974                          | Kansas City   | Stany Zjednoczone | Memorial Hall                  |
| 18 kwietnia 1974                          | Saint Louis   | Stany Zjednoczone | Keil Auditorium                |
| 19 kwietnia 1974                          | Oklahoma City | Stany Zjednoczone | Fairgrounds Appliance Building |
| 20 kwietnia 1974                          | Memphis       | Stany Zjednoczone | Mid South Coliseum             |
| 21 kwietnia 1974                          | Nowy Orlean   | Stany Zjednoczone | St. Bernard Civic Auditorium   |
| 26 kwietnia 1974                          | Boston        | Stany Zjednoczone | Orpheum Theatre                |
| 27 kwietnia 1974                          | Providence    | Stany Zjednoczone | Palace Theatre                 |
| 28 kwietnia 1974                          | Portland      | Stany Zjednoczone | Exposition Hall                |
| 1 maja 1974                               | Harrisburg    | Stany Zjednoczone | Farm Arena                     |
| 2 maja 1974                               | Allentown     | Stany Zjednoczone | Agricultural Hall              |
| 3 maja 1974                               | Wilkes-Barre  | Stany Zjednoczone | Kings College                  |
| 4 maja 1974                               | Waterbury     | Stany Zjednoczone | Palace Theatre                 |
| 7, 8, 9, 10 (dwa koncerty) i 11 maja 1974 | Nowy Jork     | Stany Zjednoczone | Uris Theatre                   |